# Ángeles Galino Carrillo
Ángeles Galino Carrillo (Barcelona, 17 de agosto de 1915- Madrid, 8 de marzo de 2014) fue una pedagoga y catedrática de Historia de la Educación. Fue la primera mujer española en lograr una cátedra universitaria por oposición, en 1953. También asumió varios cargos en la política educativa de su país. 
Miembro de la Institución Teresiana, asociación de laicos, fue seguidora del sacerdote y pedagogo Pedro Poveda, canonizado en 2003, desarrollando su pensamiento y estilo educativo. De 1978 a 1988 fue directora general de la Institución Teresiana.

## Trayectoria
Sus primeros estudios los cursó en el Instituto Francés de Barcelona y, posteriormente en la Academia Teresiana de San Sebastián. Terminó magisterio en la Escuela Normal de San Sebastián en 1934 y se trasladó a Madrid para estudiar Pedagogía, especialidad que había sido creada en 1932 dentro de la Facultad de Filosofía y Letras siendo ministro de Instrucción Pública Fernando de los Ríos y decano de la Facultad Manuel García Morente; allí vivió en la Residencia Universitaria de la Institución Teresiana, donde conoció a Pedro Poveda. Pronto se implicó en su Obra y en la Liga Femenina de Orientación y Cultura.
Licenciada en 1940, obtuvo, un año más tarde, el título de Maestra Nacional con el número uno. Durante cuatro años ejerció la docencia en el madrileño Grupo Escolar Zumalacárregui, actual “Jaime Vera”, creado como centro experimental del Instituto San José de Calasanz del Consejo Superior de Investigaciones Científicas (CSIC), nacido también en 1941 como núcleo de la nueva pedagogía franquista con la intención de llenar el vacío provocado por el exilio de los principales pedagogos de preguerra y la desaparición de instituciones clave como el Museo Pedagógico Nacional, cuyos fondos asumió el nuevo instituto.
El Instituto San José de Calasanz ayudó a dar impulso en su carrera. Logró una beca del CSIC que le permitió estudiar en Alemania en la Universidad De Bonn de 1942 a 1945, allí tomó contacto con la obra del hermeneuta Wilhelm Dilthey. En 1945 fue nombrada secretaria del San José de Calasanz y en 1946 comenzó a dirigir la Sección de Historia de la Educación. El mismo año defendió su tesis doctoral, dirigida por Juan Zaragüeta Bengoechea: Los tratados sobre educación de príncipes (siglos XVI y XVII), con premio extraordinario.
En Madrid, fue encargada de curso de Historia de la Pedagogía y, por oposición, desde 1946, Profesora Adjunta de universidad; ya en 1953 se convirtió en la primera mujer española en lograr una cátedra universitaria por oposición. Obtuvo la cátedra de Historia de la Pedagogía e Historia de la Pedagogía española, en la Universidad de Madrid donde enseñó hasta su jubilación en 1983. En paralelo, dirigió la Escuela del Magisterio Santa María de la Almudena de Madrid (1948-1956). Además, fue profesora visitante en universidades de Brasil (1954), Costa Rica (1954), Chile (1964), Perú (1991), Argentina, etc. desarrollando ciclos de conferencias sobre temas históricos, pedagógicos y relativos a la situación de la mujer. Además promovió el reconocimiento de las culturas autóctonas y la promoción intelectual de la mujer como fundamento de la educación de los pueblos.
En 1949 fue socia fundadora de la Sociedad Española de Pedagogía y, desde ese mismo año hasta 1975, vicepresidenta de la entidad. Fue además delegada de la UNESCO para la planificación de Facultades de pedagogía en Brasil, y formó parte de la Comisión de intercambio cultural entre España y Estados Unidos del Ministerio de Educación y Ciencia (1971-1973).
Doctora Honoris Causa por las Universidades Santo Tomás de Manila (Filipinas, 1979), Comillas (Madrid, 1993) y Jaime I (Castellón, 2000), fue académica de Número de la Academia de Doctores de España y Académica Correspondiente de la de Ciencias Morales y Políticas. Su discurso de ingreso en la Real Academia de Doctores, el 25 de marzo de 1980, versó sobre Presupuestos culturales para una pedagogía de los valores en el siglo XX.

## Política educativa española
Galino participó en la elaboración de leyes de mejora educativa y de igualdad de oportunidades en todos los sectores de la sociedad. Fue Consejera de número del Consejo Nacional de Educación (1959-1963), dirigió la Escuela de Formación del Profesorado de Enseñanza Media (1962-1966), fue directora general de Enseñanzas Media y Profesional (1969-1971) y directora general de Ordenación Educativa (1971-1973). Formó parte en los trabajos de preparación de la Ley General de Educación y Financiamiento de la Reforma Educativa en España (1970).
Presidió el patronato del Centro Nacional de Investigaciones Educativas (CENIDE), colaboró como vocal del Consejo Superior de Protección de Menores en representación del CSIC (1965-1974) y fue miembro de la Comisión Española para la Prevención del Delito en 1973.

## Teresiana y concepción de la mujer
Fue miembro de la Institución Teresiana, una asociación católica internacional de laicos que apoyaba a las mujeres para estudiar en  universidades y desarrollar carreras profesionales. Suscribió el ideario de que la formación es un factor muy importante para que se le reconozcan a la mujer sus derechos y pueda ser activa en la sociedad y en la Iglesia.
Galino defendía abiertamente la dignidad de las mujeres y su derecho a participar en la esfera pública, destacadamente a formarse y elegir profesión. Sobre la cuestión del trabajo de las mujeres, Galino era consciente de que en la España de 1961 todavía quedaban muchas cosas por hacer, aunque se mostraba optimista acerca de la evolución futura explica la investigadora Yasmina Álvarez González en "La concepción de María Ángeles Galino sobre la mujer" (2009). La misión fundamental de la mujer, entendía Galino seguía siendo la maternidad, aunque uno desvirtuada por la sociedad como tarea penosa o frívola: Galino desarrolló un pensamiento complejo sobre la condición de la mujer. De un lado, realizaba un diagnóstico crítico, acerca de la situación de la mujer en el ámbito laboral, educativo y familiar, un diagnóstico sin paliativos ni concesiones. Ahora bien, se oponía radicalmente al programa feminista y a sus propuestas para superar esta situación. Para Galino el programa feminista de los sesenta era un programa hedonista y materialista. La propuesta de Galino, por el contrario se situaba de lleno en el ámbito espiritual, sólo los valores espirituales superiores autorizaban a la mujer a abandonar sus funciones tradicionales de madre y esposa y a ejercer una libertad que se entendía como seguimiento del camino divino concluye Álvarez González.
Galino fue cofundadora y presidió de 1956 y 1973 de la asociación Amistad Universitaria junto a Consuelo Sanz Pastor de Congregaciones Marianas e Isabel Alama, de Acción Católica.
De 1977 a 1988 fue directora general de la Institución Teresiana e impulsó la presencia de la mujer en la vida pública.
Vivió sus últimos años en la Residencia Josefa Segovia de Madrid. Murió el 8 de marzo de 2014.

## Premios y reconocimientos
- Doctora Honoris Causa por las Universidades Santo Tomás de Manila (Filipinas), Comillas (Madrid) y Jaime I (Castellón).
- 1997. La Conferencia Episcopal Española distinguió a Ángeles Galino con el premio ¡Bravo! por su contribución a las relaciones fe-cultura.
- 2013 La Real Academia de Doctores de España dedicó un homenaje a Ángeles Galino Carrillo en su ciclo “entre dos eventos, aspectos del perfil de dos académicos de la Sección 2ª de Humanidades”, en Madrid.[4]
- En 2020, fue incluida dentro del proyecto "Mujeres Investigadoras en los Archivos Estatales (1900-1970)" para la descripción archivistica y creación de un micrositio especifico en el Portal de Archivos Españoles (PARES), desarrollado entre 2020-2023. Este proyecto ha sido impulsado por la Subdirección General de Archivos Estatales, con el objetivo visibilizar la labor de investigación realizada en España por las mujeres en el intervalo 1900-1970 partiendo de los registros documentales que se conservan en los Archivos de Gestión de los AAEE del Ministerio de Cultura.[8]

## Publicaciones
- Los tratados de educación de príncipes (1946)
- Pedagogos españoles contemporáneos (1951)
- Nuevas fuentes para la historia de la educación española (1951)
- Tres hombres y un problema. Feijoo, Sarmiento y Jovellanos ante la educación moderna (1953)
- Historia de la Educación (1960)
- La mujer en esta encrucijada (1961)
- La mujer en el mundo de hoy (1963)
- Itinerario Pedagógico (1965)
- Pedagogía e Historia (1966)
- Antología Pedagógica Hispanoamericana (1968), &c.» (Diccionario Biográfico Español Contemporáneo, Círculo de Amigos de la Historia, Madrid 1970, vol. 2, pág. 674. [s.v. María Ángeles Galindo, sic])
- María y la mujer hoy en la Iglesia y en la Sociedad (1980)